# منتظر الزيدي
منتظر الزيدي (من موليد 15 يناير 1979) مراسل صحفي عراقي غَطَتْ تقاريره الكوارث الإنسانية التي خلفها الغزو الأمريكي للعراق.
اشتهر بقذفه زوج حذائه صوب الرئيس الأمريكي السابق جورج بوش أثناء انعقاد مؤتمر صحفي في بغداد في 14 ديسمبر 2008، فأصاب أحدهما علم الولايات المتحدة خلف الرئيس الأميركي بعد أن تفادى الحذاء بسرعة فائقة، وبحسب القنوات الفضائية (الرافدين والبغدادية) فقد كسرت ذراعه أثناء اعتقاله من قبل الحرس القائمين على الرئيس الأمريكي ورئيس الوزراء العراقي السابق نوري المالكي. وقد أودع في أحد سجون العراق بعد الحادث مباشرة، ويذكر أن الرئيس بوش أكمل المؤتمر الصحفي مع المالكي. وفي تعليق لبوش على الموقف قبل 17 يوم على انتهاء ولايته الدستورية كرئيس للولايات المتحدة قال: «هذا أغرب شيء أتعرض له». ويذكر أن هذه هي الزيارة الرابعة لجورج بوش إلى العراق منذ عام 2003.
سبق لمنتظر أن اختطف في 16 نوفمبر 2007 فيما كان يتوجه إلى مقر عمله وقد عاد إلى أسرته في التاسع عشر من نفس الشهر بعد ثلاثة أيام من اختطافه دون دفع فدية مالية وقد نقلت وكالة أسوشيتيد بريس عن أحد محرري القناة قوله: «إن أحد زملاء الزيدي اتصل بهاتفه المحمول ظهر يوم الجمعة فرد عليه شخص غريب وقال له (إنس منتظر)» وقال المحرر للوكالة «إن هذا عمل عصابة إجرامية، لأن تقارير منتظر كانت دائمًا معتدلة ومحايدة».
منتظر الزيدي يسكن مدينة الصدر، إحدى ضواحي بغداد والتي تعتبر معقل التيار الصدري بزعامة مقتدى الصدر. وقد شهد اليوم التالي لحادثة رشق الرئيس بوش بالحذاء تظاهرة شعبية في مدينة الصدر تطالب بإطلاق سراح الزيدي بحجة أنه كان يمارس الديمقراطية التي تدعو إليها الولايات المتحدة.

## نبذة عن الزيدي
منتظر الزيدي من مواليد 15 يناير 1979، مسلم شيعي، نشأ في مدينة الصدر إحدى ضواحي بغداد. تخرج من كلية الإعلام بجامعة بغداد،  وهو أعزب ويعيش في شقة وسط بغداد، وله ثلاثة أشقاء وأخت واحدة. يتميز بهدوء طبعه مع زملائه، معروف برفضه الاحتلال الأميركي للعراق. ويعرف الزيدي بمهاجمته للسياسة الأمريكية في العراق من خلال التقارير التي يبثها من على شاشة قناة البغدادية حيث يعمل بالقناة منذ إنشائها عام 2005. كان عضوا في اتحاد طلبة العراق وهو مستقل من أي انتماء حزبي.
يقول أحمد علاء - أحد أصدقاء الزيدي المقربين وزميله بقناة البغدادية - لإسلام أونلاين أن أحد أفضل تقارير الزيدي كانت حول زهراء التلميذة العراقية الصغيرة التي قتلت برصاص قوات الاحتلال فقد وثّقَ المأساةَ في تحقيقه الصحفي، يُكملُ بالمقابلاتِ مَع عائلتِها وجيرانِها وأصدقائِها. وأضاف علاء: «هذا التقريرِ أكسبَه احترامَ العديد مِنْ العراقيين ورَبحَه العديد مِنْ القلوبِ في العراق». كما رفض الزيدي عرضا بالعمل مع قناة «موالية للاحتلال». قال بعض أصدقاء الزيدي أنه تأثر عاطفيا بما شاهده من انفجارات في مدينة الصدر.
مُزهر الخفاجي رئيس الزيدي في قناة البغدادية يقول عنه أنه «عربي فخور وذو عقل متفتح» وأضاف «هو ليس له روابط بالنظام السابق فقد اعتقلت عائلته تحت نظام صدام». يقول الزيدي عن نفسه: «أنا عراقي فخور ببلادي» ويقول أصدقاءه أنه رفض الاحتلال تماما كما رفض اشتباكات المدنيين، وقالوا أنه اعتبر الاتفاقية الأمنية بين العراق والولايات المتحدة «تشريع للاحتلال».
كان أول ظهور للزيدي على الساحة العالمية كان حين تم اختطافه من قبل جماعة مجهولة. كما اعتقلته القوات الأمريكية مرتين.

## اختطاف الزيدي
تعرض الزيدي للاختطاف أثناء توجهه لمقر عمله في 16 نوفمبر عام 2007. وقال مصدر من جماعة مرصد الحرية الصحفية أن عائلة الزيدي اتصلت به مساء الجمعة، إلا أن شخصا آخر رد على هاتفه المحمول وقال أن جماعته اختطفت الزيدي. وخلال عملية اختطافه خصصت قناة البغدادية التي يعمل بها برنامجا من ساعتين له في 18 نوفمبر من نفس العام.
قال الزيدي أن الخاطفين أجبروه على الدخول إلى سيارة وضربوه حتى أفقدوه الوعي ثم استخدموا ربطة عنقه في تعصيبه ورابط أحذيته لتقييد يديه. وأثناء احتجازه استجوبوه حول عمله كصحفي وقدموا إليه القليل من الطعام والشراب، غير أن الخاطفين أفرجوا عن الزيدي وأطلقوه في الشارع وهو معصوب العينين بعد ثلاثة أيام من اختطافه دون مقابل مادي أو فدية وفقاً لموقع البي بي سي. وعاد الزيدي لأسرته في 19 نوفمبر بعد مروره بالمستشفى لإجراء فحص طبي له. بعد اختطافه صرح الزيدي لرويترز «إطلاق سراحي معجزة، لا استطيع أن أصدق أني مازلت حياً». وصف محرر تلفزيون البغدادية الاختطاف بأنه عمل عصابات حيث قال أن تقارير منتظر «معتدلة وغير متحيزة».
وقد رحبت جماعة مراسلين بلا حدود بإطلاق سراحه في بيان لها جاء فيه: «نرحّب بعودة هذا الصحافي سالماً معافى إلى أسرته بعد أن أثارت عملية اختطافه موجة من القلق في العراق التي شهدت تصفية عدة صحافيين في خلال اعتقالهم هذه السنوات الأخيرة». وكانت منظمة مراسلون بلا حدود قد أعربت عن قلقها الشديد في بيان لها حول اختطاف الزيدي. كما ذكر مندوب الأمم المتحدة السامي لشؤون اللاجئين حادثة اختطاف الزيدي في تقرير ديسمبر 2007 الذي ضم حوادث العنف في أجهزة الإعلام وبشكل خاص حوادث اختطاف الصحفيين في بغداد.
في يناير 2008 اعتقلت القوات الأمريكية الزيدي ليلاً وفتشوا مسكنه، لكنهم أطلقوا سراحه واعتذروا له لاحقاً.

## حادثة رمي الحذاء

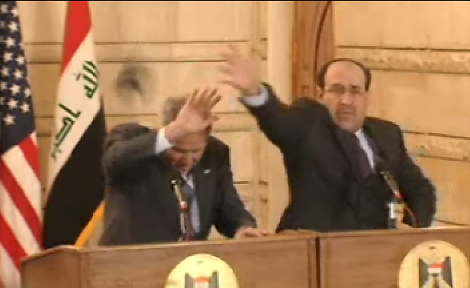

لحظة تفادي بوش للحذاء

في يوم الأحد، الرابع عشر من ديسمبر عام 2008، زار الرئيس الأمريكي جورج بوش العاصمة العراقية بغداد للمرة الأخيرة قبل انتهاء ولايته بغرض الاحتفال بإقرار الاتفاقية الأمنية. وخلال المؤتمر الصحفي الذي جمعه مساء الأحد ونوري المالكي رئيس الوزراء العراقي، فوجئ الحضور بالصحفي منتظر الزيدي يقذف زوج حذاءه على بوش، وبالتزامن مع إلقاء فردة حذاءه الأولى قال الزيدي لبوش: «هذه قبلة الوداع من الشعب العراقي أيها الكلب الغبي» وقال وهو يرمي الفردة الأخرى: «وهذه من الأرامل والأيتام والأشخاص الذين قتلتهم في العراق» بحسب موقع بي بي سي، بعدها اعتقله رجال الأمن العراقيين والأمريكيين وطرحوه أرضا ثم سحبوه إلى خارج القاعة مخلفا وراءه خيط من الدماء يسيل منه على الأرض.
تهرب بوش بسرعة، وتجنب أن يصطدم بأي من الحذاء. اصطدم الحذاء الثاني بالعلم الأمريكي، وقام الحراس بعد ذلك بإمساك الزيدي وركله وإسراعه إلى خارج الغرفة. ظهرت دمى العديد من رؤساء الولايات المتحدة منذ فترة طويلة بالأحذية عليها في جميع أنحاء الشرق الأوسط، ولكن لم يلق رمي الأحذية شهرة واسعة حتى هذا الحدث. منذ ذلك الحين، كان هناك العديد من حوادث الأحذية الأخرى على نطاق دولي.
وحكم على الزيدي بالسجن ثلاث سنوات وخفف إلى عامين. في 15 سبتمبر/أيلول 2009، بعد تسعة أشهر من الحبس، تم الإفراج عنه مبكرًا لأنه ليس لديه سجل جنائي سابق.
وفي 1 ديسمبر 2009 في باريس لقى منتظر الزيدي رشقة بالحذاء من صحفي عراقي اسمه سيف الخياط ونجح في تفاديها وأمر حراسه بعدم ضرب الصحفي الذي اعتدى عليه فخرج الصحفي من دون فردة الحذاء.

## مؤلفاته
مع نهاية سنة 2010 وقّع الزيدي كتابه التحية الأخيرة للرئيس بوش الذي يتناول فيه أحداث احتلال العراق عام 2003، وحادثة رشق الحذاء من حيث الدوافع وما تلاها من أحداث.

## مواقفه
اصطف منتظر الزيدي خلف نظام الرئيس السوري بشار الأسد في مجابهة المعارضين السوريين المطالبين بإسقاطه وصرح أثناء حشد جماهيري في مدينة جبلة السورية أنه يدعم إصلاحات بشار الأسد و«أن سوريا تعد آخر القلاع العربية وسقوطها يعني سقوط الأمة العربية» وأنه «يناصرها في مواجهة الحرب الكونية والمؤامرة العالمية المحيقة بها وأن ما يجري في البلد ما هو إلا توطئة لسايكس بيكو جديد يراد منه تغيير الخارطة السياسية وإلغاء بعض الدول والإمارات العربية». كما غمز من قناة اللاجئين السوريين في تركيا واتهمهم ببيع سوريا بحفنة من الدولارات.